# Саранджи, Симплис
Симплис Саранджи (фр. Simplice Sarandji; род. 4 апреля 1955, Баоро, Убанги-Шари, Французская Экваториальная Африка ) — государственный деятель Центральноафриканской Республики, премьер-министр ЦАР со 2 апреля 2016 до 27 февраля 2019 года. Председатель Национального собрания Центральноафриканской Республики, нижней палаты Парламента ЦАР с 5 мая 2021 года.

## Биография
Окончил Университет Бордо III во Франции. Работал руководителем аппарата Фостен-Арканжа Туадера, когда тот был премьер-министром с 2008 по 2013 годы. В 2015—2016 годах руководил избирательной кампанией Туадеры во время Всеобщих выборов в Центральноафриканской Республике. После того, как Туадера вступил в должность президента, 2 апреля 2016 года назначил Саранджи премьер-министром ЦАР. Ушёл в отставку 27 февраля 2019 года после подписания мирного соглашения между Банги и четырнадцатью вооруженными группировками. Позже был специальным советником президента Центральноафриканской Республики в ранге государственного министра.
5 мая 2021 года был избран Председателем Национального собрания Центральноафриканской Республики.